# إشغال
الإشغال في سياق قوانين بناء المباني والتشييد يعني الاستخدام (الفعلي أو المقصود) للمبنى (أو جزء منه) لإيواء أو احتواء الأشخاص أو الحيوانات أو الممتلكات. المعنى وثيق الصلة بالموضوع هو عدد الوحدات المستأجرة في هذا المبنى أو المستخدمة بأي طريقة أخرى. المصطلح المعاكس هو الشُّغُور من شغر المكان أي خلا وفرغ.